# Poecilopsyche bhimasena
Poecilopsyche bhimasena är en nattsländeart som beskrevs av Schmid 1968. Poecilopsyche bhimasena ingår i släktet Poecilopsyche och familjen långhornssländor. Inga underarter finns listade i Catalogue of Life.